# Orange (Vermont)
Orange és una població dels Estats Units a l'estat de Vermont. Segons el cens del 2000 tenia 965 habitants.

## Demografia
Segons el cens del 2000, Orange tenia 965 habitants, 362 habitatges, i 278 famílies. La densitat de població era de 9,6 habitants per km².
Per edats la població es repartia de la següent manera: un 27% tenia menys de 18 anys, un 6,1% entre 18 i 24, un 29,2% entre 25 i 44, un 27% de 45 a 60 i un 10,6% 65 anys o més.
L'edat mediana era de 38 anys. Per cada 100 dones de 18 o més anys hi havia 97,8 homes.
La renda mediana per habitatge era de 40.300 $ i la renda mediana per família de 44.375 $. Els homes tenien una renda mediana de 32.500 $ mentre que les dones 22.614 $. La renda per capita de la població era de 16.356 $. Entorn del 6,7% de les famílies i el 7,1% de la població estaven per davall del llindar de pobresa.